# 民丰胡同
民丰胡同，是位于北京市西城区中部的一条胡同，后来拓宽改造为道路。

## 简介
民丰胡同为东西走向，东起西单北大街，西到华远街。该胡同原来东起西单北大街，西到小磨盘胡同。明朝称“舍饭蜡烛寺”，以寺而得名。清朝称“舍饭寺胡同”。1965年北京市整顿地名，将大磨盘院并入，改称“民丰胡同”。1999年，中国银行总行大厦在该胡同东段南侧建成。2000年代，民丰胡同位于华远街以西段并入中京畿道。
舍饭寺原来称蜡烛寺，又称法光寺。《明世宗实录》记载：“朝廷旧设养济院，穷民各有记籍，无籍者收养蜡烛、幡竿二寺。”《京师坊巷志稿》记载：“给贫人粟米，病有医，死有棺。”2000年代初，民丰胡同21号院为舍饭寺旧址，其内原有清朝顺治重修法光寺碑，建筑直到2000年代初基本保存完好，此后全部拆除。